# Le Bignon
Le Bignon é uma comuna francesa na região administrativa da Pays de la Loire, no departamento de Loire-Atlantique. Estende-se por uma área de 27,54 km². Em 2010 a comuna tinha 3 910 habitantes (densidade: 142 hab./km²).